# 国家乡村振兴局
39°58′11″N 116°26′55″E / 39.96967°N 116.44868°E
国家乡村振兴局，是中华人民共和国农业农村部加挂的牌子，负责乡村振兴工作。

## 沿革

### 扶贫办时期
1982年12月22日，为加快甘肃河西走廊商品粮基地建设，改变甘肃定西、宁夏西海固地区的贫困面貌，国务院决定成立三西（河西、定西、西海固）地区农业建设领导小组。领导小组的办事机构设在中华人民共和国农牧渔业部，负责办理日常工作。
1986年5月16日，国务院成立国务院贫困地区经济开发领导小组，下设国务院贫困地区经济开发领导小组办公室（简称“开发办”），负责办理日常工作，设在中华人民共和国农牧渔业部。
1988年7月18日，国务院决定将国务院贫困地区经济开发领导小组与“三西”地区农业建设领导小组合并为国务院贫困地区经济开发领导小组。国务院贫困地区经济开发领导小组办公室（简称“开发办”）设在中华人民共和国农业部。同时保留“三西”地区办公室，与开发办合署办公。
1993年9月17日，国务院决定，国务院贫困地区经济开发领导小组更名为国务院扶贫开发领导小组。1993年12月28日，正式更名。小组下设国务院扶贫开发领导小组办公室。1998年5月18日，国务院办公厅印发通知，规定国务院扶贫开发领导小组在农业部单设办事机构。
2002年2月25日，《国务院办公厅关于印发国务院扶贫开发领导小组办公室职能配置内设机构和人员编制规定的通知》（国办发〔2002〕17号）发出，经中共中央、国务院批准，将原农业部内设机构国务院扶贫开发领导小组办公室单独设置，并升格为副部级，为国务院扶贫开发领导小组的办事机构。国务院扶贫开发领导小组办公室的机关后勤事务及离退休经费由国务院机关事务管理局管理，具体工作由农业部承担。原由农业部管理的国务院扶贫开发领导小组办公室外资项目管理中心、全国贫困地区干部培训中心、中国扶贫开发服务中心，全部划转国务院扶贫开发领导小组办公室管理，作为国务院扶贫开发领导小组办公室直属事业单位。

### 国家局时期
根据中共中央、国务院2021年1月4日发布的《关于全面推进乡村振兴加快农业农村现代化的意见》（中发〔2021〕1号）精神，2021年1月国务院决定成立国务院部委管理的国家局国家乡村振兴局，统筹全国推进乡村振兴战略的具体工作，由农业农村部管理。2021年2月16日，《求是》杂志2021年第4期发表“中共国家乡村振兴局党组”的署名文章《人类减贫史上的伟大奇迹》，表明该机构已经成立。国务院扶贫开发领导小组办公室建制相应撤销。原国务院扶贫办的人员编制、内设机构及行政关系由国家乡村振兴局承接。
2021年2月25日，国家乡村振兴局正式挂牌成立，主要承担做好从脱贫攻坚向全面乡村振兴的过渡工作。国家乡村振兴局成立后，仍使用“国务院扶贫开发领导小组办公室”的公章，且一直未对外公布“三定”方案。
截至2023年建制撤销前，根据有关规定，国家乡村振兴局暂设置副司局级内设机构7个、直属事业单位4个、主管社会团体5个。
2023年3月7日，第十四届全国人民代表大会第一次会议公布的《国务院机构改革方案》提出，“优化农业农村部职责。为统筹抓好以乡村振兴为重心的“三农”各项工作，加快建设农业强国，将国家乡村振兴局的牵头开展防止返贫监测和帮扶，组织拟订乡村振兴重点帮扶县和重点地区帮扶政策，组织开展东西部协作、对口支援、社会帮扶，研究提出中央财政衔接推进乡村振兴相关资金分配建议方案并指导、监督资金使用，推动乡村帮扶产业发展，推动农村社会事业和公共服务发展等职责划入农业农村部，在农业农村部加挂国家乡村振兴局牌子。不再保留单设的国家乡村振兴局。”。

## 机构设置
2023年机构改革后，农业农村部对外保留国家乡村振兴局牌子。农业农村部在乡村振兴工作方面设置下列机构：
- 乡村建设促进司
- 帮扶司
- 区域协作促进司（革命老区工作办公室）
- 监督检查司

## 历任领导
| 局长 1. 王正谱（2021年1月－2021年11月） 2. 刘焕鑫（2021年11月－2023年8月） 副局长 - 欧青平（2021年1月－2021年2月） - 洪天云（2021年1月－2023年6月） - 夏更生（2021年1月－2023年6月） - 蒋天宝（2022年2月－2023年6月） - 黄艳（2022年3月－2023年6月） - 李敬辉（2022年5月－2023年6月） | 党组书记 1. 王正谱（2021年1月－2021年10月） 2. 刘焕鑫（2021年10月－2023年6月） 党组成员 - 欧青平（2021年1月－2021年2月） - 洪天云（2021年1月－2023年6月） - 夏更生（2021年1月－2023年6月） - 蒋天宝（2022年2月－2023年6月） - 黄艳（2022年3月－2023年6月） - 李敬辉（2022年4月－2023年6月） |